# Athanasius Touma Dakkama
Mor Athanasius Touma Dakkama is aartsbisschop van de Syrisch-orthodoxe Kerk van Antiochië in het Verenigd Koninkrijk. 
Dakkama werd gewijd tot metropoliet op 3 december 2006 door Mor Ignatius Zakka I Iwas, Patriarch van Antiochië, bij de Sint Petruskathedraal van het  Sint Efrem de Syriër klooster in Ma'arrat Saydnaya, Damascus, Syrië. 
De patriarch benoemde hem als patriarchaal vicaris voor de Syrisch-orthodoxe Kerk van het Verenigd Koninkrijk.